# Жебровский, Михал
Ми́хал Ян Жебро́вский (пол. Michał Jan Żebrowski; 17 июня 1972, Варшава) — польский актёр театра, телевидения, радио и кино.

## Биография
Родился в Варшаве в семье инженера Тадеуша Жебровского и Божены Урбанской. С детства мечтал об актёрском ремесле, посещал занятия школьного кружка декламаторов, а в конкурсах декламаторов занимал призовые места. Сразу по окончании Варшавского XI общеобразовательного лицея им. Миколая Рея, в 1991 году поступил на актёрский факультет Государственной высшей театральной школы (теперь Театральная академия им. А. Зельверовича) в Варшаве, которую окончил в 1995 году. На третьем году обучения впервые снялся в телеспектакле Феликса Фалька «Самоволка» (1993) вместе с Робертом Гонерой, а также в телевизионном триллере «Снимем комнату…» (1993) с Игорем Пшегродзким и Беатой Щибакувной.
Его дебютом на сцене стала роль Джимми Портера в пьесе Джона Осборна «Оглянись во гневе» (1994) в постановке Мариуша Бенуа в Общественном театре им. Зигмунта Хюбнера, с которым он был связан в 1995-96 годах. За свой театральный дебют, а также роль в инсценировке Яна Кохановского «Отказ греческим послам» и выступление в пьесе Збигнева Херберта Сведения о пане Когито был удостоен награды жюри, публики и Яна Махульского на XIII Смотре театральных школ в Лодзи, 1995. После этого играл в варшавских театрах: театр «Атенеум» (с 1997), Национальном (2004), Студии им. Станислава Игнация Виткевича (2005), Новой Праге (2006), Комедии (2007) и Большом (2007), а за роль Геральта из Ривии, прозванного также Белым Волком, в сериале «Ведьмак» (2002), был номинирован на Орла в категории «Главная мужская роль». В 2002 году находился на втором месте в голосовании читателей газеты «TeleRzeczpospolita» на звание самого популярного актёра, получил награду Фридерика в категории «Альбом года — авторская/поэтическая песня» за диск «Люблю, когда женщина» (2001), записанный с Анной Марией Йопек, Касей Носовской и Касей Станкевич. Помимо этого, ему была присуждена Специальная ТелеМаска, награда газеты «Теле Неделя» (Tele Tydzień).
В 2004 году вышла серия дисков «Почитай мне, папа», где Михал Жебровский читает классику польской поэзии для детей. Снялся в биографической военной драме Романа Полански «Пианист» (2002). Признание критики, Золотую утку, статуэтку Яньча Водника на Всепольском Фестивале киноискусства «Провинционалия» во Вжесни, а также очередную номинацию на Орла принёс ему образ тридцатилетнего Войцеха Винклера в психологической драме Магдалены Пекож «Удары».
В драме Анджея Северина «Кто никогда не жил…» (2005) воплотился в образ харизматичного ксендза Яна, который стал носителем вируса СПИДа. В 2007 сыграл роль гетмана Кибовского в российском фильме «1612».
В 2008 году принял участие в рекламной кампании Евробанка, а также акции Polsat «Подари детям солнце 2008».
20 июня 2009 в Татрах, недалеко от своего дома, обвенчался с Александрой Адамчик. 30 марта 2010 года у них родился сын.
С марта 2010 является соучредителем и директором (вместе с Евгениушем Коринем) варшавского театра Шестой этаж (6. piętro).
В 2011 озвучивал главного героя компьютерной игры Afterfall: InSanity. В том же году начал сниматься в медицинском телесериале «В добре и в зле» в роли профессора-хирурга Анджея Фальковича, позднее этот герой стал одним из главных в сериале. Жебровский за эту роль получил три награды Telekamery в 2015, 2016 и 2017 году соответственно.
В 2016 сыграл главного отрицательного персонажа в фэнтезийном фильме «За синей дверью».
В 2019 озвучил роль Геральта из Ривии в сериале «Ведьмак» от компании Netflix для польских зрителей.
Кроме родного польского, владеет русским и английским языками.

## Фильмография
- 1993 — Самоволка — Павлик
- 1993 — Milosc i gniew — Джимми
- 1994 — Сниму комнату — Олек
- 1996 — Познань 56 — Зенек
- 1997 — Слава и хвала — Count Janusz Myszynski
- 1999 — Огнём и мечом — Ян Скшетуский
- 1999 — Пан Тадеуш — Тадеуш Соплица
- 1999 — В добре и в зле — доктор Анджей Фалькович
- 2002 — Ведьмак — Геральт из Ривии
- 2002 — Пианист / The Pianist — Юрек
- 2002 — Nie pal (короткометражка)
- 2003 — Древнее предание: Когда солнце было богом — Земовит
- 2003 — Sloow (короткометражка) — Femous actor
- 2004 — Удары — Войцех Винклер
- 2005 — Любовники года тигра — Вольский
- 2006 — Кто никогда не жил — отец Ян
- 2007 — 1612: Хроники Смутного времени — польский гетман Кибовский
- 2008 — Сонливость — муж Розы
- 2009 — Горные мстители — Turjag Huncaga
- 2009 — Прощение — Саша, муж Кати
- 2010 — В стиле jazz — писатель Сергей Владимирович Савельев
- 2011 — Варшавская битва 1920 года — Владислав Грабский
- 2011—наст. время — В добре и в зле — доктор Анджей Фалькович
- 2012 — Nad zycie — Яцек Ольшевский
- 2012 — Дорога в пустоту — Дмитрий Геннадьевич Дроздовский
- 2013 — Стервятник — Aleksander Wolin 'Sep'
- 2013 — Тайна Вестерплатте — Хенрик Сухарский
- 2016 — За синей дверью — Крвавец
- 2019 — Ведьмак — Геральт из Ривии (озвучивание в польскоязычном дубляже)

## Дискография
- Zakochany Pan Tadeusz (1999)
- Lubię, Kiedy Kobieta… (2001)
- Poczytaj Mi Tato (2002)
- Poczytaj Mi Tato 2 (2002)
- Poczytaj Mi Tato 3 (2003)
- Mały Książę (2009)